# HD 4203 b
إتش دي 4203 ب هو كوكب خارج المجموعة الشمسية، تفوق كتلته كتلة كوكب المشتري. يدور بعيدًا عن نجمه بمسافة تقدر بضعفي بعد الأرض عن الشمس. ويستغرق في دورانه 1.1824 سنة ليتم دورة كاملة حول نجمه في مدار شديد الانحراف يتراوح بين 1.00 و3.14 وحدة فلكية. اكتشف الكوكب بواسطة ستيف فوغت مستخدمًا مرصد كيك.

## وصلات خارجية
- "HD 4203". Exoplanets. مؤرشف من الأصل في 2016-11-30.